# Helenio Herrera
Helenio Herrera Gavilán (Buenos Aires, Argentina, 10 de abril de 1910-Venecia, Italia, 9 de noviembre de 1997) fue un futbolista y entrenador argentino. Se desempeñaba en la posición de defensa y desarrolló la mayor parte de su carrera deportiva en Europa, especialmente en Francia como futbolista, y en España e Italia como entrenador.
Conocido como H.H. o El Mago. Usó el Catenaccio, un sistema ultradefensivo muy sólido y con el cual logró importantes logros como entrenador, ganando dos UEFA Champions League y la Copa Intercontinental también en dos oportunidades.

## Biografía

### Futbolista
Helenio Herrera nació en Buenos Aires, hijo de españoles, en 1910 (o en 1913), aunque mantuvo durante toda su vida que lo había hecho en 1916. A los nueve años sus padres emigraron a Marruecos, y en aquel país y más concretamente en la ciudad de Casablanca inició su carrera como futbolista.
Tras jugar en dos equipos marroquíes, el Roches Noires y el Racing de Casablanca, daría el salto a Francia, fichando en 1932, con 22 años, por el CASG Paris, equipo en el que permanece una temporada. En aquel país desarrollaría el resto de su trayectoria como jugador, militando sucesivamente en el Stade Français, OFC Charleville y EAC Roubaix.
En 1940 ficha por el Red Star, equipo con el que consigue su único título como futbolista, la Copa de Francia. Tras volver durante una temporada a la disciplina del Stade Français, en 1943 ficha por el EF Paris-Capitale, y en la temporada siguiente ingresa en las filas del Puteaux, donde, en su último año como futbolista inicia también su carrera como entrenador.
Aunque en numerosas biografías de Helenio Herrera figura que disputó dos partidos como internacional con la selección de fútbol de Francia, no existe reflejo oficial de ello en la relación publicada por la Federación Francesa de Fútbol.

### Entrenador
Tras compaginar en el Puteaux su último año de futbolista con el inicio de su trayectoria como entrenador, Herrera dirigió a continuación al Stade Français y, desde 1946 pasó a formar parte del equipo técnico de la Selección francesa.
En 1948 finaliza su etapa en el fútbol francés y marcha a España, donde entrena sucesivamente al Real Valladolid, Atlético de Madrid, durante cuatro temporadas, CD Málaga, Deportivo de La Coruña y Sevilla FC, también durante otras cuatro campañas. Tras un breve paso, en la temporada 1957/58 por la Liga Portuguesa como técnico de Os Belenenses, retorna a la Liga Española para entrenar durante tres años, en una primera etapa, al F. C. Barcelona.
A lo largo de dicho período logra varios e importantes títulos, dos Campeonatos de Liga con el Atlético de Madrid y otros dos con el F. C. Barcelona, así como una Copa de Ferias y una Copa del Generalísimo también con el conjunto catalán.
Tras finalizar su primera etapa barcelonista, en 1960 inicia una larga andadura en el fútbol italiano. Durante ocho años se sitúa al frente del Inter de Milán, con el que conquista dos Copas de Europa, dos Copas Intercontinentales y tres títulos de Liga.
Durante aquellos años compaginó brevemente, su estancia en el banquillo del Inter con el fútbol de selecciones. Así, de cara al Mundial de Chile 1962, fue ayudante del seleccionador español, Pablo Hernández Coronado con la selección de fútbol de España. Del mismo modo, desde finales de 1966 a comienzos de 1967, formó parte de la dirección de la selección de fútbol de Italia como miembro de un comité técnico.
En 1968 ficha por la AS Roma, equipo en el que permaneció cuatro temporadas, para retornar de nuevo en 1973, y durante una temporada, al Inter de Milán. Tras unos años de descanso, cerró su etapa en el fútbol italiano entrenando en la temporada 1978/79 al Rimini Calcio.
Un año más tarde, Helenio Herrera regresa de nuevo a España para volver a entrenar al F. C. Barcelona, conjunto en el que en 1981 decide poner fin a su amplia trayectoria como entrenador.
Fue uno de los más renombrados entrenadores de Europa de los años 50 y 60. Basaba sus planteamientos tácticos en un sólido esquema defensivo, que sería conocido como el catenaccio.

### H.H. y sus frases célebres
Conocido como H.H., y apodado El Mago, fue un entrenador dotado de una extraordinaria personalidad, y algunas de sus frases quedaron para la posteridad del fútbol, como: 
- Se juega mejor con diez que con once.[3]
- Juanito se marca solo en alusión de un emblemático delantero del Real Madrid en vísperas de un clásico en 1980.
- Ganaremos sin bajar del autocar

### Fallecimiento
Helenio Herrera falleció el 9 de noviembre de 1997 en la localidad italiana de Venecia.

## Clubes

### Jugador
| Equipo                           | País      | Año       |
| -------------------------------- | --------- | --------- |
| Roches Noires                    | Marruecos | 1927-1930 |
| Racing de Casablanca             | Marruecos | 1931-1932 |
| CASG Paris                       | Francia   | 1932-1933 |
| Stade Français                   | Francia   | 1933-1935 |
| OFC Charleville                  | Francia   | 1935-1937 |
| EAC Roubaix                      | Francia   | 1937-1939 |
| Red Star                         | Francia   | 1940-1942 |
| Stade Français                   | Francia   | 1942-1943 |
| EF Paris-Capitale                | Francia   | 1943-1944 |
| CSM Puteaux (Jugador-entrenador) | Francia   | 1944-1945 |

### Entrenador
| Equipo                                | País                                  | Año         |
| ------------------------------------- | ------------------------------------- | ----------- |
| CSM Puteaux (Jugador-entrenador)      | Francia                               | 1944-1945   |
| Stade Français                        | Francia                               | 1945-1948   |
| Selección de Francia (Equipo Técnico) | Selección de Francia (Equipo Técnico) | 1946-1948   |
| Real Valladolid                       | España                                | 1948-1949   |
| Atlético de Madrid                    | España                                | 1949-1953   |
| C. D. Málaga                          | España                                | 1953        |
| Deportivo de La Coruña                | España                                | 1953        |
| Sevilla F. C.                         | España                                | 1953-1957   |
| Os Belenenses                         | Portugal                              | 1957-1958   |
| F. C. Barcelona                       | España                                | 1958-1960   |
| Inter de Milán                        | Italia                                | 1960-1968   |
| Selección de España (Equipo Técnico)  | Selección de España (Equipo Técnico)  | 1962        |
| Selección de Italia (Comité Técnico)  | Selección de Italia (Comité Técnico)  | 1966-1967   |
| A. S. Roma                            | Italia                                | 1968-1973   |
| Inter de Milán                        | Italia                                | 1973-1974   |
| Rimini Calcio                         | Italia                                | 1978 - 1979 |
| F. C. Barcelona                       | España                                | 1979 - 1981 |

## Palmarés

### Como jugador

#### Campeonatos nacionales
| Título          | Equipo   | País    | Año  |
| --------------- | -------- | ------- | ---- |
| Copa de Francia | Red Star | Francia | 1942 |

### Como entrenador

#### Títulos nacionales
| Título          | Equipo             | País   | Año     |
| --------------- | ------------------ | ------ | ------- |
| Liga de España  | Atlético de Madrid | España | 1949-50 |
| Liga de España  | Atlético de Madrid | España | 1950-51 |
| Copa Eva Duarte | Atlético de Madrid | España | 1950-51 |
| Liga de España  | F. C. Barcelona    | España | 1958-59 |
| Copa de España  | F. C. Barcelona    | España | 1958-59 |
| Liga de España  | F. C. Barcelona    | España | 1959-60 |
| Serie A         | Inter de Milán     | Italia | 1962-63 |
| Serie A         | Inter de Milán     | Italia | 1964-65 |
| Serie A         | Inter de Milán     | Italia | 1965-66 |
| Copa de Italia  | A. S. Roma         | Italia | 1968-69 |
| Copa de España  | F. C. Barcelona    | España | 1980-81 |

#### Títulos internacionales
| Título                | Equipo          | Sede       | Año     |
| --------------------- | --------------- | ---------- | ------- |
| Copa de Ferias        | F. C. Barcelona | Barcelona  | 1955-58 |
| Copa de Europa        | Inter de Milán  | Viena      | 1963-64 |
| Copa Intercontinental | Inter de Milán  | Madrid     | 1964    |
| Copa de Europa        | Inter de Milán  | Milán      | 1964-65 |
| Copa Intercontinental | Inter de Milán  | Avellaneda | 1965    |

#### Clasificaciones de los mejores entrenadores de todos los tiempos
| Premio          | Posición | Top 10 | Año  | Referencias                 |
| --------------- | -------- | ------ | ---- | --------------------------- |
| World Soccer    | 4.º      | Sí     | 2013 | [ 8 ] [ 9 ] [ 10 ] [ 11 ]   |
| ESPN            | 5.º      | Sí     | 2013 | [ 12 ] [ 13 ] [ 10 ] [ 11 ] |
| France Football | 7.º      | Sí     | 2019 | [ 10 ] [ 14 ] [ 15 ] [ 11 ] |